# Bang Min-ah
Bang Min-ah (hangul: 방민아; Incheon, 13 de mayo de 1993), más conocida como Minah, es una cantante y actriz surcoreana. Es miembro del grupo femenino surcoreano Girl's Day.

## Vida personal
Min-ah nació el 13 de mayo de 1993, en Incheon, Corea del Sur.
Su hermana mayor es la cantante Bang Hyun-ah.
Asistió a Jinsun Girls' High School y se graduó en Radiodifusión en la Universidad Femenina Dongduk.

## Carrera
Ha actuado en varias películas y series, incluyendo Vampire Idol (2011), Holly (2013) y Beautiful Gong Shim (2016).
En octubre de 2019 se anunció que se había unido al elenco de la película Best Life como la estudiante Kang Yi. La película obtuvo tres premios, dos en el 25 ° Festival Internacional de Cine de Busan (Premio KTH, Premio CGK y Samyang XEEN) y uno en el 46 ° Festival de Cine Independiente de Seúl (Premio New Choice).
En noviembre del mismo año se anunció que prestaría su voz para la producción musical HYPHNE.
En enero de 2020 se anunció que se había unido al elenco principal de la película Long Time No See interpretando a Yeon Kyung, una mujer que sueña con convertirse en cantante y compositora.

### Música
Desde el 2010 forma parte del grupo Girl's Day y debutó como solista en 2015.

## Filmografía

### Series de televisión
| Año  | Título                                                | Personaje     | Notas        | Canal         | Ref.          |
| ---- | ----------------------------------------------------- | ------------- | ------------ | ------------- | ------------- |
| 2011 | Roller Coaster                                        | Hermana menor | cameo        | tvN           |               |
| 2011 | I Trusted Him                                         |               | cameo        | MBC Every 1   |               |
| 2011 | Baby Faced Beauty                                     | Hye-mi        | cameo        | KBS2          |               |
| 2011 | Vampire Idol                                          | Min-ah        | reparto      | MBN           |               |
| 2012 | Family                                                | Soñadora 1    | cameo        | KBS2          |               |
| 2013 | Master's Sun                                          | Kim Ga-young  | cameo        | SBS           | [ 9 ]         |
| 2013 | The Clinic for Married Couples: Love and War Season 2 |               | cameo        | KBS2          |               |
| 2013 | The Miracle                                           | Cha Eun-sang  | protagonista | SBS           | [ 10 ]        |
| 2014 | The Best Future                                       | Mi-rae        | protagonista | serie web     |               |
| 2015 | Sweet, Savage Family                                  | Baek Hyun-ji  | reparto      | MBC           |               |
| 2016 | Hello Korean                                          |               | protagonista | KBS           |               |
| 2016 | Beautiful Gong Shim                                   | Gong Shim     | protagonista | SBS           |               |
| 2019 | Absolute Boyfriend                                    | Dada          | protagonista | OCN           |               |
| 2021 | Check out the event                                   | Ha Song-yi    | protagonista | MBC           | [ 11 ]        |
| 2022 | Delivery Man                                          | Kang Ji-hyun  | protagonista | Genie TV, ENA | [ 12 ] [ 13 ] |
| 2025 | History of Losers                                     | Seol Ha       | protagonista | Wavve         |               |

### Cine
| Año  | Título                         | Personaje  | Ref.   |
| ---- | ------------------------------ | ---------- | ------ |
| 2010 | Performer                      |            | [ 14 ] |
| 2013 | Holly                          | Wani       |        |
| 2014 | Dad for Rent                   | Bomi       |        |
| 2019 | A Good Word                    | Mira       |        |
| 2021 | Snowball (The Best Life)       | Kang Yi    |        |
| 2022 | It's Been A Long Time          | Yeon Kyung | [ 15 ] |
| 2022 | Beautiful Woman (Miss Fortune) | Joo-yeong  |        |
| 2023 | Expedition Villa               | Eu-jin     |        |

### Programas de televisión
| Año  | Programa                                              | Notas                                                                   |
| ---- | ----------------------------------------------------- | ----------------------------------------------------------------------- |
| 2024 | I really wanted to say this                           | TVN                                                                     |
| 2024 | TV Chosun 'Heo Young Man's Food Travel'               |                                                                         |
| 2023 | 'Shoes Off, Single for Men'                           | SBS junto a Uhm Jeong-hwa, Park Ho-san, Song Sae-byeok                  |
| 2023 | 'It's Okay to Hear It'                                | JTBC                                                                    |
| 2023 | "Talk Pa One 25 O'Clock".                             | JTBC                                                                    |
| 2022 | Family Register Mate                                  |                                                                         |
| 2021 | Movie Room                                            | JTBC ep 183                                                             |
| 2021 | Where is My Home                                      | MBC                                                                     |
| 2020 | Amazing saturday - Minah y Zico de Bloque B           | Ep 108 TVN                                                              |
| 2018 | Battle Trip                                           | Ep. 80 - Yura y minah                                                   |
| 2017 | I Can See Your Voice                                  | (ep. #6) - aparición especial                                           |
| 2016 | SNL Korea                                             | TVN                                                                     |
| 2016 | Candid shot Battle                                    | Hyeri de Girl's Day cae víctima de la broma de citas de Leeteuk y Minah |
| 2015 | King of Mask Singer                                   |                                                                         |
| 2015 | Immortal song 2                                       |                                                                         |
| 2015 | The Law of the Jungle in Nicaragua                    | TBA                                                                     |
| 2014 | Eco Village                                           |                                                                         |
| 2013 | Running Man                                           | (ep. #162) - invitada - junto a Girl's Day                              |
| 2013 | The clinic for married couples: Love and war          |                                                                         |
| 2011 | Roller Coaster - Frustrated, but Let’s Stick Together |                                                                         |
| 2010 | Love Pursuer                                          | Ep. 12 - Yesung, Leeteuk MC                                             |
| 2010 | Oh! My School                                         | Cap 6 (KBS                                                              |
| 2010 | Min Ah Cham Story                                     |                                                                         |
| 2010 | Wonder woman                                          |                                                                         |
| 2010 | We are dating                                         |                                                                         |
| 2010 | Star making survivor                                  |                                                                         |

### Presentadora
| Año       | Programa                                                                | Nota                                                                                  |
| --------- | ----------------------------------------------------------------------- | ------------------------------------------------------------------------------------- |
| 2025      | D Award                                                                 |                                                                                       |
| 2022      | The Fact Music Awards                                                   | Hong Jong-hyun, Bang Min-ah, Noh Sang-hyun and Lee Joo-woo                            |
| 2022      | Ceremonia de apertura Festival Internacional de Cine de Mujeres de Seúl |                                                                                       |
| 2017      | The Seoul Awards                                                        |                                                                                       |
| 2016      | 2016 SBS Drama Awards                                                   | junto a Jang Keun Suk y Lee Hwi Jae                                                   |
| 2016      | 2016 Seoul International Drama Awards                                   | junto a Shin Hyun Joon y Lee Ji Yeon                                                  |
| 2015      | Inkigayo episodio 800                                                   | junto a ,Cnblue Yonghwa, Heechul, Song Jihyo, Kwanghee, Kim Yoojung & Hong Jong Hyun. |
| 2014      | MusicCore                                                               | junto a Jokwon, Seulong                                                               |
| 2014      | M!Countdown                                                             | junto a Kim Woo Bin                                                                   |
| 2013-2014 | Inkigayo                                                                |                                                                                       |
| 2013      | Inkigayo                                                                | Junto a Kai de EXO                                                                    |
| 2013      | M!Countdown                                                             | Junto a Sojin y Hyeri de Girl´s Day                                                   |
| 2013      | Inkigayo                                                                | junto a Kwanghee, Hyun Woo                                                            |
| 2012      | MTV The Show                                                            | junto a Sungjae, Minhyuk de BTOB                                                      |
| 2011      | MTV The Show                                                            | Junto a Fx Luna                                                                       |

### Videos Musicales
| Año  | Artista/ Grupo | Canción             | Nota                                   |
| ---- | -------------- | ------------------- | -------------------------------------- |
| 2021 | Adoy           | Antihero            | Min-ah BANG, Dal-gi SHIM, Sung-min HAN |
| 2020 | Davii          | Trial and Error     | junto a Babylon y Minah                |
| 2014 | Trans Fixion   | To the Victory 2014 | for the Red Devils ‘We Are the Reds    |
| 2014 | Kim Jang Hoon  | I'll survive        |                                        |
| 2010 | HIT-5          | Paleni (china)      |                                        |

### Comerciales
| Año  | Título            | Nota                                  |  |
| ---- | ----------------- | ------------------------------------- |  |
| 2019 | Google Play Korea |                                       |  |
| 2016 | Tera M            | junto a Nam Goong Min y Cho Sung hoon |  |
| 2016 | Mayqueen-Q        | junto a Eric Nam                      |  |

### Modelo
| Título                  | Año  | Nota                            |  |
| ----------------------- | ---- | ------------------------------- |  |
| VOGUE Korea Magazine    | 2023 |                                 |  |
| 1st Look Korea Magazine | 2023 | Bang Min-ah and Yoon Chan-young |  |
| Cashmere Journal        | 2021 |                                 |  |
| Webzine Reverse         | 2021 |                                 |  |
| Cine21 magazine         | 2021 |                                 |  |
| Elle Korea              | 2021 |                                 |  |
| GQ Korea                | 2021 |                                 |  |
| Marie Claire Korea      | 2020 |                                 |  |
| Cosmopolitan Corea      | 2020 |                                 |  |
| Cine21 magazine         | 2020 |                                 |  |
| 10 Star                 | 2019 |                                 |  |
| Esquire Korea           | 2019 |                                 |  |
| Nylon Korea             | 2019 |                                 |  |
| A Cool Marie Claire     | 2018 |                                 |  |
| bnt international       | 2017 |                                 |  |
| A Beauty +              | 2017 |                                 |  |
| Nylon Korea             | 2016 |                                 |  |
| Star 1 Magazine         | 2015 |                                 |  |
| Sure Magazine           | 2015 |                                 |  |
| GQ Korea                | 2014 |                                 |  |
| ‘MAJOLICA MAJORCA.’     | 2013 |                                 |  |
| Bouquet                 | 2010 |                                 |  |
| Maxim korea             | 2010 |                                 |  |

### Teatro
| Año         | Título         | Personaje | Notas |
| ----------- | -------------- | --------- | --- |
| 2024-2025   | Tick,tick Boom | Susan     | |
| 2020 - 2021 | The Days       | -         | junto a Yoo Joon-sang, Lee Gun-myung, Jung Sung-hwa, Min Woo-hyuk, On Joo-wan, Cho Hyung-kyun, Yoseob e Insung |

## Discografía

### Álbum
| Álbum            | Año  |  |
| ---------------- | ---- |  |
| I am a woman too | 2015 |  |

### Sencillos
| Título      | Año  | Álbum                 |  |
| ----------- | ---- | --------------------- |  |
| Listen Once | 2022 |                       |  |
| Butterfly   | 2019 |                       |  |
| 11°         | 2017 | Other way             |  |
| Truth       | 2017 | Girl's day everyday 5 |  |

### Temas para dramas y películas
| Título                                                                                    | Año  |  |
| ----------------------------------------------------------------------------------------- | ---- |  |
| Miss Fortune (junto a Uhm Jung Hwa) tema para Miss Fortune                                | 2023 |  |
| It Was Love (junto a Jung Il Hoon) tema para My Absolute Boyfriend                        | 2019 |  |
| My First Kiss tema para Beautiful Gong Shim                                               | 2016 |  |
| No (junto a Min Hyuk) tema para Sweet Family                                              | 2015 |  |
| One Person tema para The King's Face                                                      | 2014 |  |
| You And I tema para Doctor Stranger                                                       | 2014 |  |
| Tell me tema para Dad for Rent                                                            | 2014 |  |
| Our Future ( junto a Hong Kyung Min y Seo Kang Joo) tema para A Better Tomorrow Webdrama  | 2014 |  |
| The Time left tema para A Better Tomorrow / The Best Future                               | 2014 |  |
| I will be on your side tema para A Better Tomorrow / The best Future                      | 2014 |  |
| Beautiful name you (junto a Hong Kyung Min) tema para A Better Tomorrow / The Best Future | 2014 |  |
| Fly tema para A Better Tomorrow / The Best Future                                         | 2014 |  |
| Dan Hanbeonman tema para Jungle Fish 2                                                    | 2010 |  |
| Cracked the Moon tema para Argo Online                                                    | 2010 |  |

### Colaboraciones
| Año  | Título                                          |  |
| ---- | ----------------------------------------------- |  |
| 2020 | DAVII - 시행착오 (Feat. Babylon, Bang Min Ah)   |  |
| 2016 | Champagne - Feeling Like Feeling (feat. Min Ah) |  |
| 2015 | Various Artists - One Dream One Korea           |  |
| 2014 | MC Mong - Whatever (feat. Min Ah)               |  |
| 2014 | Damiano - Skyfall (feat. Min Ah)                |  |
| 2014 | DinDin & Min Ah - Just Holding Hands            |  |
| 2013 | VIXX Stop Resisting (feat. con Minah)           |  |

## Embajadora
| Año  | Título                                                               |  |  |
| ---- | -------------------------------------------------------------------- |  |  |
| 2022 | Embajadora del 24º Festival Internacional de Cine de Mujeres de Seúl |  |  |
| 2017 | Embajadora de la Ciudad Metropolitana de Incheon                     |  |  |

## Premios
| Año  | Premio | Ref.   |
| ---- | --- | ------ |
| 2021 | "Best New Actress" at the 22nd Women in Film Korea Festival in the movie "The Best Life".                                 |        |
| 2021 | "Best New Actress" at the 22nd Busan Film Critics Association Award for her role as Kang-yi in the movie "The Best Life". | [ 20 ] |
| 2021 | The International Rising Star Award at the 20th New York Asian Film Festival, movie 'The Best Life'                       |        |
| 2016 | SBS Drama Awards: Excellence Award ( Romantic Comedy) Beautiful Gong Shim                                                 |        |
| 2016 | SBS Drama Awards: New Star Award ( Beautiful Gong Shim)                                                                   |        |
| 2015 | MBC Show Champion: "I Am a woman too"                                                                                     |        |
| 2013 | 13th Gwangju International Film Festival: Best New Actress ( Holly)                                                       |        |